# Mikrowellen
Mikrowellen ist ein Trivialname für elektromagnetische Wellen mit einer Frequenz von 1 bis 300 GHz, was einer Wellenlänge von ca. 30 cm bis 1 mm entspricht. Andere Referenzen geben noch weiter gefasste Grenzen des Frequenzbereichs an, von 300 MHz bis etwa 1 THz, d. h. Wellenlängen von 1 m bis 0,3 mm.  Der Frequenzbereich der Mikrowellen umfasst also Teile des Dezimeterwellenbereiches sowie den Zenti- und Millimeterwellenbereich. An seinem unteren Ende, d. h. zu niedrigeren Frequenzen hin, schließt sich der Bereich der Radiowellen an, nach oben hin der infrarote Bereich des optischen Spektrums. Bei der Begriffsbildung war der Begriff der Submillimeterwellen noch nicht geprägt und wurde noch dem fernen Infrarotbereich zugeordnet. Sie werden deshalb von dem Begriff häufig nicht mit umfasst.

## Eigenschaften
Bei Mikrowellen handelt es sich um elektromagnetische Wellen. Ähnlich wie sichtbares Licht können sie reflektiert und gebrochen werden und auch interferieren. Sie werden von Metallen und elektrischen Leitern reflektiert und nur wenig absorbiert. Geeignete Isolatoren (z. B. einige Thermoplaste, insbesondere Teflon), Glas, viele Keramiken und Glimmer sind jedoch durchlässig (transparent) für diese Wellen und absorbieren sie nur wenig – daher können z. B. auch optisch undurchsichtige Kunststofflinsen zur Bündelung von Mikrowellen eingesetzt werden. Wie Licht kann auch bei Mikrowellen kohärente Strahlung mittels stimulierter Emission erzeugt werden. Solche Mikrowellen-Laser werden entsprechend Maser genannt.

### Wechselwirkung mit Materie
Aufgrund ihrer Wellenlänge sind Mikrowellen besonders zum Anregen von Dipol- und Multipolschwingungen von Molekülen geeignet. Besonders anschaulich ist dieser Effekt bei der Schwingungsanregung von Wassermolekülen im Mikrowellenherd. Die Erwärmung von Wasser beruht nicht auf der Absorption bei einer bestimmten Resonanzfrequenz, sondern die Wassermoleküle richten sich als Dipole ständig nach dem elektromagnetischen Wechselfeld aus, wobei als dielektrischer Verlust Wärme entsteht. Die in Mikrowellenherden verwendete Frequenz liegt bei 2,45 GHz. Damit erzielt man einen guten Kompromiss zwischen Absorption und Eindringtiefe in das Gargut. Zum Vergleich: Die niedrigste Resonanzfrequenz des freien Wassermoleküls liegt bei 22,23508 GHz.
Der dielektrische Verlustfaktor, der spezifische elektrische Widerstand sowie magnetische Verluste bestimmen die frequenzabhängige Absorption der Mikrowellen an oder in Stoffen und somit deren Erwärmung.

### Ausbreitung in der Atmosphäre
Anders als Radiowellen werden Mikrowellen nicht an bestimmten Schichten der Erdatmosphäre reflektiert; sie breiten sich daher in der Atmosphäre nur geradlinig aus, und dies nahe der Erdoberfläche typischerweise mit einer Reichweite von ca. 50 km. Mikrowellen werden von Feuchtigkeit absorbiert, bei Frequenzen oberhalb von etwa 100 GHz auch von anderen Gasen in der Atmosphäre.

### Mikrowellentransport in technischen Anlagen
Elektromagnetische Wellen oberhalb einer Frequenz von etwa 1 GHz können zunehmend schlechter mit einem Koaxialkabel übertragen werden, da die Verluste im Dielektrikum mit der Frequenz zunehmen. Die Übertragungweise ändert sich grundsätzlich, wenn der innere Umfang der Koaxabschirmung kleiner ist als die zu übertragende Wellenlänge, weil dann unerwünschte Hohlleitermoden auftreten. Deshalb werden Mikrowellen hinreichend kurzer Wellenlänge in Hohlleitern geführt, da diese verlustärmer sind. Zum möglichst reflexionsfreien Abschluss von Hohlleitern dienen spezielle Abschlussstücke, sogenannte Wellensümpfe.

### Gesundheitsrisiken
Mikrowellenstrahlung führt im Gewebe lebender Organismen zu Erwärmung desselben, nach demselben Prinzip wie bei der Erhitzung von Lebensmitteln im Mikrowellenherd. Starke Mikrowellenstrahlung führt zu Verbrennungen nicht nur der Haut, sondern auch innenliegenden Gewebes. Besonders empfindlich sind hierbei die Augen und die Hoden, da sie wegen vergleichsweise schwacher Durchblutung Wärme schlechter abführen können als anderes Gewebe. Die Linse des menschlichen Auges ist überdies besonders wärmeempfindlich. Ist sie starker Mikrowellenstrahlung ausgesetzt, besteht daher die Gefahr der Trübung der Linse (Katarakt).

### Spezielles zum Mikrowellenherd
Das Eintrittsfenster für Mikrowellen oben in den Garraum eines Mikrowellenherds wird typischerweise durch ein nur optisch opakes Fenster aus sehr hitzebeständigem Glimmer gebildet. Umgekehrt soll die Herdtür für guten Einblick möglichst optisch durchsichtig sein und die Mikrowellen doch dicht einschließen. Das wird erreicht durch ein schwarz lackiertes Lochblech (innen wasserdampfdicht mit einer hitzebeständigen Kunststofffolie beklebt) mit ausreichend feiner Lochung mit typisch 2 mm Rastermaß plus einer transparenten Platte in etwa 2 cm Abstand außen davor. Die Dichtheit der Tür gegenüber der Türöffnung wird über einen planen Spalt mit weniger als 1 mm Breite und mehr als 1 cm Tiefe erzielt. Mikrowellen mit 12 cm Wellenlänge (bei 2,45 GHz) können diese feinen Poren oder schmalen Spalte nicht durchdringen. Die Andichtung des Magnetrons an den Hohlleiter im Blechgehäuse erfolgt durch einen flachen Ring aus feinem gekräuselten Metalldraht und Pressung.

## Erzeugung und Absorption
Mikrowellen sehr hoher Leistung werden durch Laufzeitröhren wie Klystrons, Gyrotrons, Wanderfeldröhren oder Magnetrons erzeugt. Bei geringen Leistungen bevorzugt man Gunndioden für Festfrequenzen und Backward-wave Oszillatoren für große Frequenzbereiche.
Mikrowellen werden durch Ferrite sehr gut absorbiert, weshalb diese sich quasi als Wellensumpf verwenden lassen. Manche militärische Flugzeuge, Schiffe oder gepanzerte Landfahrzeuge werden deshalb mit einer entsprechenden Beschichtung versehen (Tarnkappentechnik), um sie vor der Ortung durch Radar zu schützen.
Wasserhaltige Substanzen absorbieren Mikrowellen erheblich besser als trockene Substanzen. Das wird im Mikrowellenherd ausgenutzt. In der Regel wird dafür ein Magnetron bei einer Betriebsfrequenz von {\displaystyle \approx } 2,45 GHz verwendet.

## Einsatzgebiete

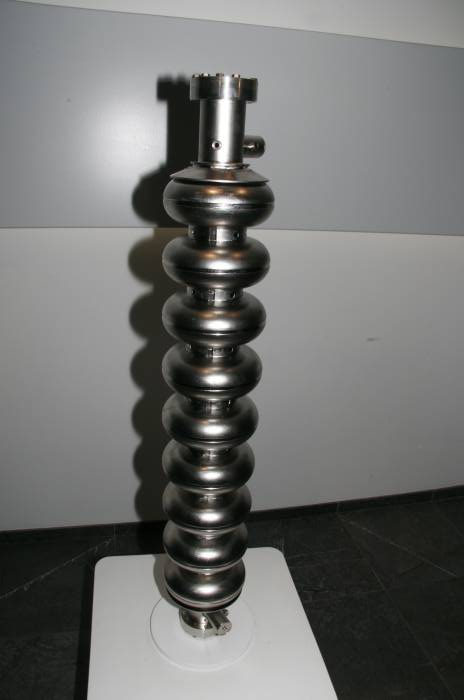
Supraleitende Kavität zur Beschleunigung von Elektronen und Positronen; Länge der Struktur ca. 1 m; Jede Kammer hat eine Resonanzfrequenz von 1,3 GHz.

Mikrowellen kommen in der Radartechnik, im Mikrowellenherd sowie in vielen technischen Anwendungen wie Plasmaanlagen, drahtlosen Kommunikationssystemen (Mobilfunk, Bluetooth, Satellitenrundfunk, WLAN, Amateurfunk), Sensorsystemen (zum Beispiel Radar, dem Mikrowellen-Resonatorverfahren) oder Leuchtmitteln (Schwefelkugellampe) zum Einsatz.
Das Herzstück der Beschleunigungsstrecken für Elektronen in Teilchenbeschleunigern sind Hohlraumresonatoren für Mikrowellen. In deren Innerem beschleunigen die elektrischen Felder von stehenden elektromagnetischen Wellen die geladenen Teilchen. Darin erreicht man inzwischen elektrische Feldstärken von mehr als 40 Millionen Volt pro Meter. Die Länge einer einzelnen Zelle ist so gewählt, dass sich das elektrische Feld der Welle gerade umkehrt, wenn ein Teilchen, das fast mit Lichtgeschwindigkeit fliegt, in die nächste Zelle eintritt.
In Kernfusionsreaktoren mit magnetisch eingeschlossenen Plasmen kommen Mikrowellen zum Einsatz, um dem Plasma mittels Zyklotron-Resonanzheizung Energie zuzuführen.
Der Mikrowellenbereich ist eingeteilt in Frequenzbänder, die oft zweckgebunden für bestimmte Anwendungen reserviert sind. So befinden sich dort mehrere Amateurfunkbänder, unter anderem zwischen 1240 und 1300 MHz das 23-Zentimeter-Band, zwischen 2320 und 2450 MHz das 13-Zentimeter-Band und zwischen 10 und 10,5 GHz das 3-Zentimeter-Band. Für industrielle, wissenschaftliche und medizinische Zwecke sind die Frequenzen der ISM-Bänder freigegeben.